# Ştefan cel Mare (Olt)
Ştefan cel Mare é uma comuna romena localizada no distrito de Olt, na região de Oltênia. A comuna possui uma área de 24.57 km² e sua população era de 1962 habitantes segundo o censo de 2007.